# Fontjoncouse
Fontjoncouse  est une commune française située dans l'est du département de l'Aude, en région Occitanie.
Sur le plan historique et culturel, la commune fait partie du massif des Corbières, un chaos calcaire formant la transition entre le Massif central et les Pyrénées. Exposée à un climat méditerranéen, elle est drainée par le ruisseau du Rabet, le ruisseau de Donos, le ruisseau de Saint-Estève, le ruisseau du Cassié et par divers autres petits cours d'eau. La commune possède un patrimoine naturel remarquable : un site Natura 2000 (les « Corbières orientales ») et cinq zones naturelles d'intérêt écologique, faunistique et floristique.
Fontjoncouse est une commune rurale qui compte 139 habitants en 2022, après avoir connu un pic de population de 370 habitants en 1881. Elle fait partie de l'aire d'attraction de Narbonne. Ses habitants sont appelés les Fontjoncousois et Fontjoncousoises.
Le patrimoine architectural de la commune comprend un immeuble protégé au titre des monuments historiques : l'église Sainte-Léocadie, inscrite en 1948.

## Géographie

### Localisation
La commune de Fontjoncouse appartient au pays des Corbières, et plus exactement aux basses Corbières méditerranéennes.
De fait, les fonds de terrain cultivables y sont plutôt rares et les nombreuses bergeries ruinées qui subsistent attestent d'une économie locale jadis largement orientée vers le pastoralisme.
Le territoire de la commune affecte approximativement la forme d'un triangle pointant vers le bas. L'angle nord-est du tracé des frontières communales dessine, lui, un angle presque droit, au lieu-dit Borne des trois seigneurs, probable souvenir d'une transaction fixant les limites des terroirs des communautés de Fontjoncouse et de ses voisines Thézan-des-Corbières et Saint-André-de-Roquelongue.

### Communes limitrophes
Les communes limitrophes sont Albas, Coustouge, Durban-Corbières, Jonquières, Saint-André-de-Roquelongue, Thézan-des-Corbières et Villesèque-des-Corbières.
| Coustouge  | Thézan-des-Corbières | Saint-André-de-Roquelongue |
| Jonquières | Fontjoncouse         | Villesèque-des-Corbières   |
| Albas      | Durban-Corbières     |                            |

### Géologie et relief
Les altitudes s'échelonnent entre 69 et 421 mètres, l'agglomération elle-même se situant dans une petite dépression de terrain (220–240 m d'altitude), bordée au nord et à l'est de collines basses, et, au sud, par l'imposant plateau du Devès. D'une manière générale, le territoire de la commune est nettement compartimenté par les multiples collines et plateaux qui la couvrent.
Parmi les plus notables hauteurs de la commune, figurent celles du Devès (321 m), du Pech de la Selve (324 m), du Pech Fourcan (236 m), du bois de Blazy (371 m), du Pech Barbu (384 m), de Mont Redonnel (353 m), de Mont Redon (368 m), ainsi que celle du Cap Ventoux sur le plateau de Monedières (351 m). Le point culminant de la commune (421 m) se situe au sud de la crête rocheuse de La Cadorqua, au lieu-dit la Vigie, non loin des ruines de l'ermitage Saint-Victor.
Fontjoncouse se situe en zone de sismicité 2 (sismicité faible).

### Hydrographie
La commune est dans la région hydrographique « Côtiers méditerranéens », au sein du bassin hydrographique Rhône-Méditerranée-Corse. Elle est drainée par le ruisseau du Rabet, le ruisseau de Donos, le ruisseau de Saint-Estève, le ruisseau du Cassié, le ruisseau de Bellongue, le ruisseau de la Pinède, le ruisseau de la Roubine, le ruisseau de la Taillade, le ruisseau de Papaubios, le ruisseau de Pech Fourcan, le ruisseau de Ripaud, le ruisseau de Saint-Pierre, le ruisseau des Barras et le ruisseau du Puits, qui constituent un réseau hydrographique de 26 km de longueur totale,.
Le ruisseau du Rabet, d'une longueur totale de 12,9 km, prend sa source dans la commune et s'écoule vers l'ouest puis se réoriente au nord. Il traverse la commune et se jette dans la Nielle à Saint-Laurent-de-la-Cabrerisse, après avoir traversé 4 communes.

### Climat
Pour des articles plus généraux, voir Climat de l'Occitanie et Climat de l'Aude.
En 2010, le climat de la commune est de type climat méditerranéen franc, selon une étude s'appuyant sur une série de données couvrant la période 1971-2000. En 2020, Météo-France publie une typologie des climats de la France métropolitaine dans laquelle la commune est exposée à un climat méditerranéen et est dans la région climatique Provence, Languedoc-Roussillon, caractérisée par une pluviométrie faible en été, un très bon ensoleillement (2 600 h/an), un été chaud (21,5 °C), un air très sec en été, sec en toutes saisons, des vents forts (fréquence de 40 à 50 % de vents > 5 m/s) et peu de brouillards.
Pour la période 1971-2000, la température annuelle moyenne est de 14 °C, avec une amplitude thermique annuelle de 15,5 °C. Le cumul annuel moyen de précipitations est de 762 mm, avec 7,1 jours de précipitations en janvier et 3,1 jours en juillet. Pour la période 1991-2020, la température moyenne annuelle observée sur la station météorologique la plus proche, située sur la commune de Durban-Corbières à 6 km à vol d'oiseau, est de 15,0 °C et le cumul annuel moyen de précipitations est de 701,0 mm,. Pour l'avenir, les paramètres climatiques de la commune estimés pour 2050 selon différents scénarios d'émission de gaz à effet de serre sont consultables sur un site dédié publié par Météo-France en novembre 2022.

### Milieux naturels et biodiversité

#### Réseau Natura 2000

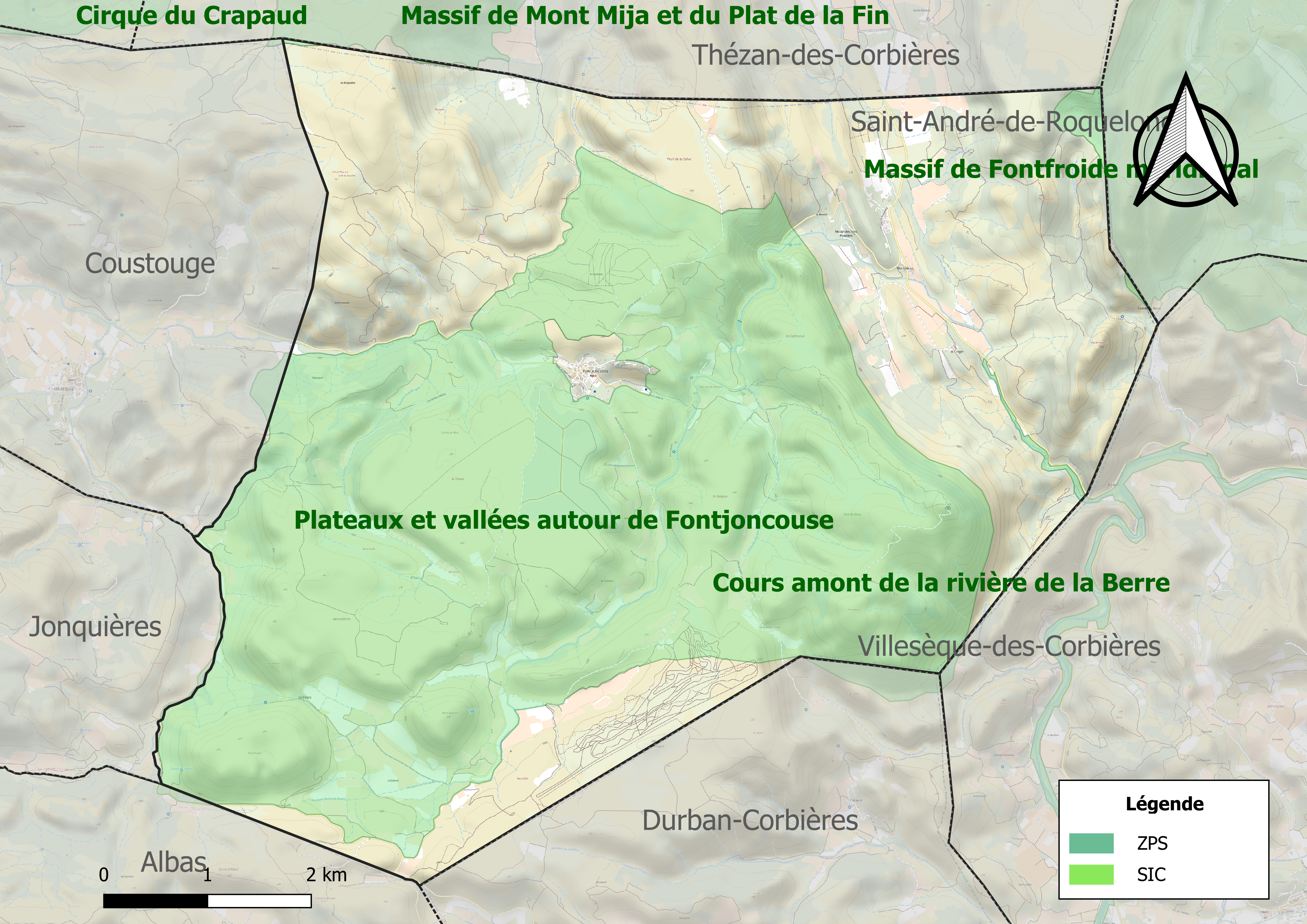
Sites Natura 2000 sur le territoire communal.

Le réseau Natura 2000 est un réseau écologique européen de sites naturels d'intérêt écologique élaboré à partir des directives habitats et oiseaux, constitué de zones spéciales de conservation (ZSC) et de zones de protection spéciale (ZPS).Un site Natura 2000 a été défini sur la commune au titre  de la directive oiseaux : les « Corbières orientales », d'une superficie de 25 371 ha, correspondant à la partie la plus orientale du massif des Corbières audoises. Ce site inclut, dans sa partie la plus orientale, le couloir de migration majeur du littoral languedocien, d'où la présence régulière d'espèces en étape migratoire.

#### Zones naturelles d'intérêt écologique, faunistique et floristique
L’inventaire des zones naturelles d'intérêt écologique, faunistique et floristique (ZNIEFF) a pour objectif de réaliser une couverture des zones les plus intéressantes sur le plan écologique, essentiellement dans la perspective d’améliorer la connaissance du patrimoine naturel national et de fournir aux différents décideurs un outil d’aide à la prise en compte de l’environnement dans l’aménagement du territoire. Trois ZNIEFF de type 1 sont recensées sur la commune :
- le « cours amont de la rivière de la Berre » (188 ha), couvrant 8 communes du département[17] ;
- le « massif de Fontfroide méridional » (1 679 ha), couvrant 4 communes du département[18] ;
- les « plateaux et vallées autour de Fontjoncouse » (1 603 ha), couvrant 2 communes du département[19] ;

et deux ZNIEFF de type 2, : 
- les « Corbières centrales » (68 810 ha), couvrant 56 communes dont 54 dans l'Aude et 2 dans les Pyrénées-Orientales[20] ;
- le « massif de Fontfroide » (7 712 ha), couvrant 10 communes du département[21].

Carte des ZNIEFF de type 1 et 2 à Fontjoncouse.
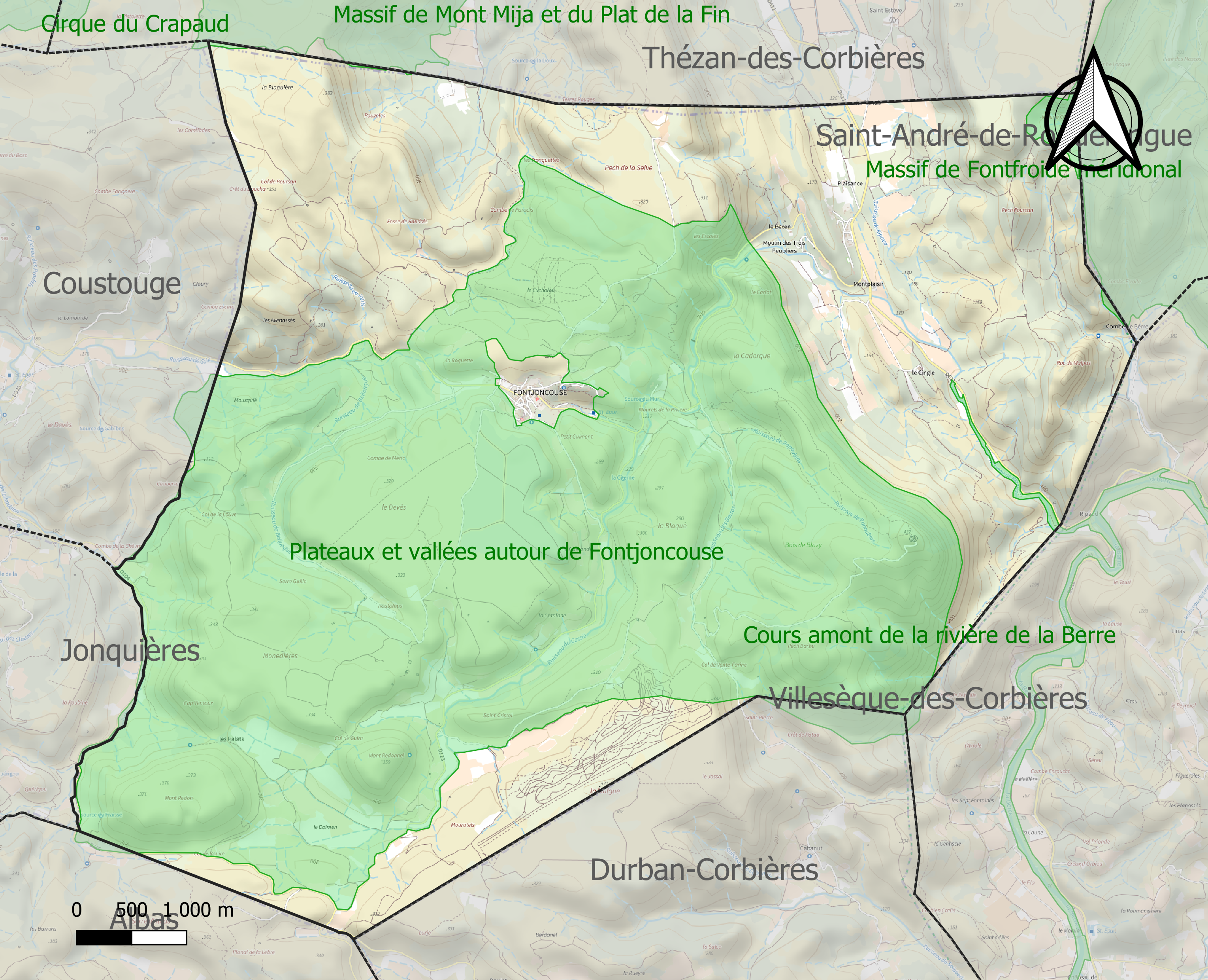
Carte des ZNIEFF de type 1 sur la commune.
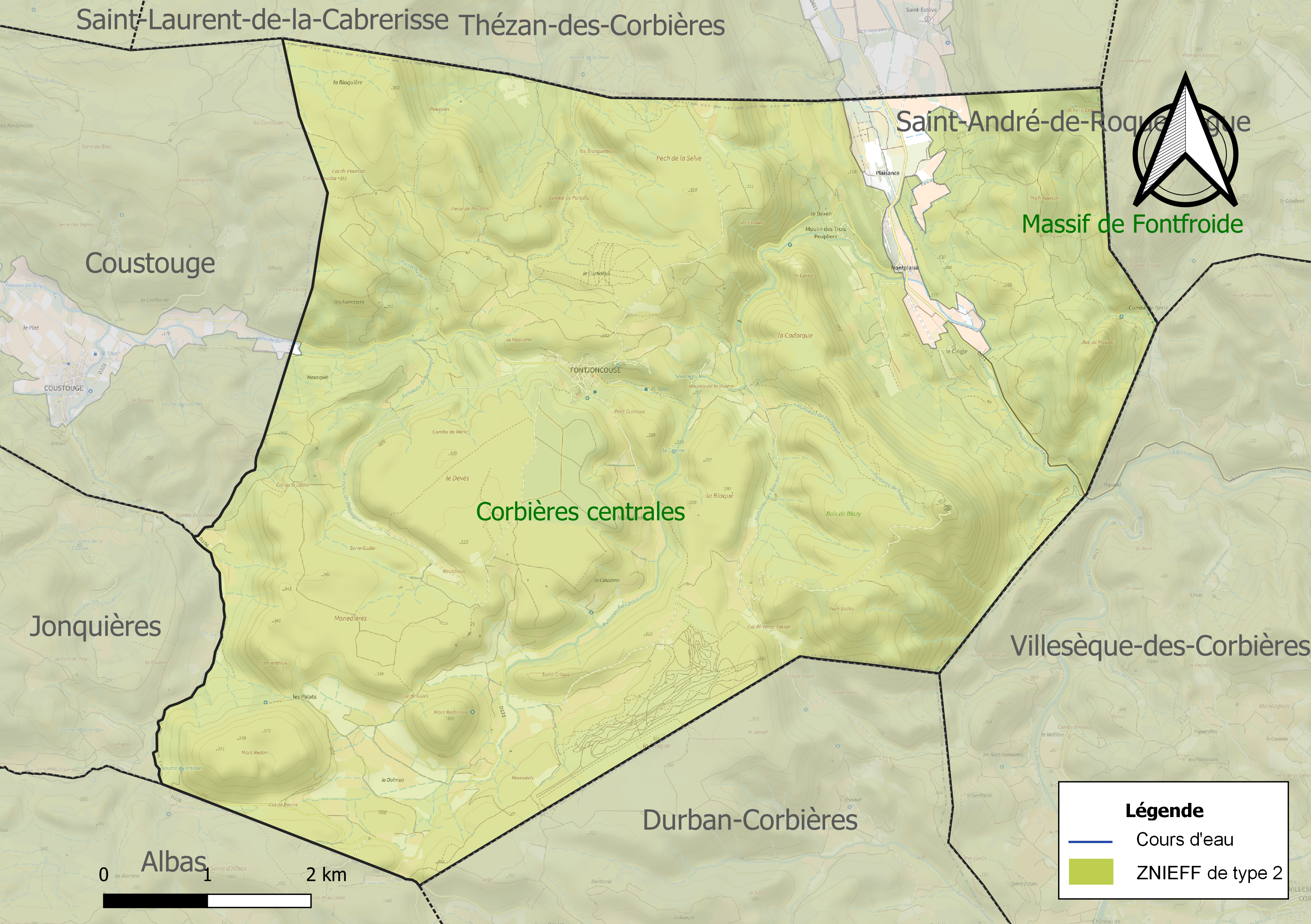
Carte des ZNIEFF de type 2 sur la commune.

## Urbanisme

### Typologie
Au 1er janvier 2024, Fontjoncouse est catégorisée commune rurale à habitat très dispersé, selon la nouvelle grille communale de densité à 7 niveaux définie par l'Insee en 2022.
Elle est située hors unité urbaine. Par ailleurs la commune fait partie de l'aire d'attraction de Narbonne, dont elle est une commune de la couronne,. Cette aire, qui regroupe 71 communes, est catégorisée dans les aires de 50 000 à moins de 200 000 habitants,.

### Occupation des sols
L'occupation des sols de la commune, telle qu'elle ressort de la base de données européenne d’occupation biophysique des sols Corine Land Cover (CLC), est marquée par l'importance des forêts et milieux semi-naturels (80,4 % en 2018), une proportion sensiblement équivalente à celle de 1990 (80,1 %). La répartition détaillée en 2018 est la suivante : milieux à végétation arbustive et/ou herbacée (70,6 %), zones agricoles hétérogènes (12,1 %), forêts (9,7 %), cultures permanentes (7,5 %). L'évolution de l’occupation des sols de la commune et de ses infrastructures peut être observée sur les différentes représentations cartographiques du territoire : la carte de Cassini (XVIIIe siècle), la carte d'état-major (1820-1866) et les cartes ou photos aériennes de l'IGN pour la période actuelle (1950 à aujourd'hui).

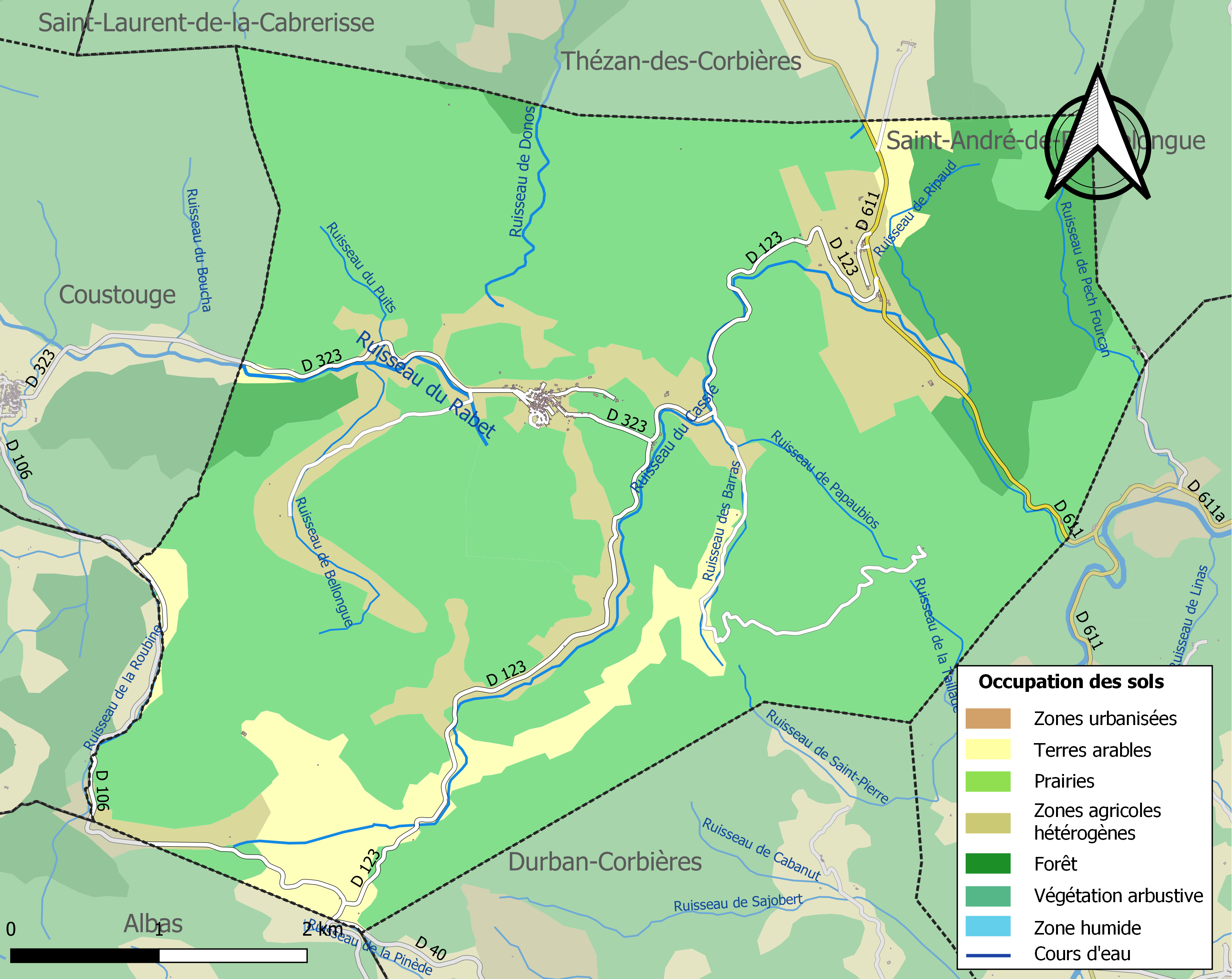
Carte des infrastructures et de l'occupation des sols de la commune en 2018 (CLC).

### Risques majeurs
Le territoire de la commune de Fontjoncouse est vulnérable à différents aléas naturels : météorologiques (tempête, orage, neige, grand froid, canicule ou sécheresse), feux de forêts et séisme (sismicité faible). Un site publié par le BRGM permet d'évaluer simplement et rapidement les risques d'un bien localisé soit par son adresse soit par le numéro de sa parcelle.

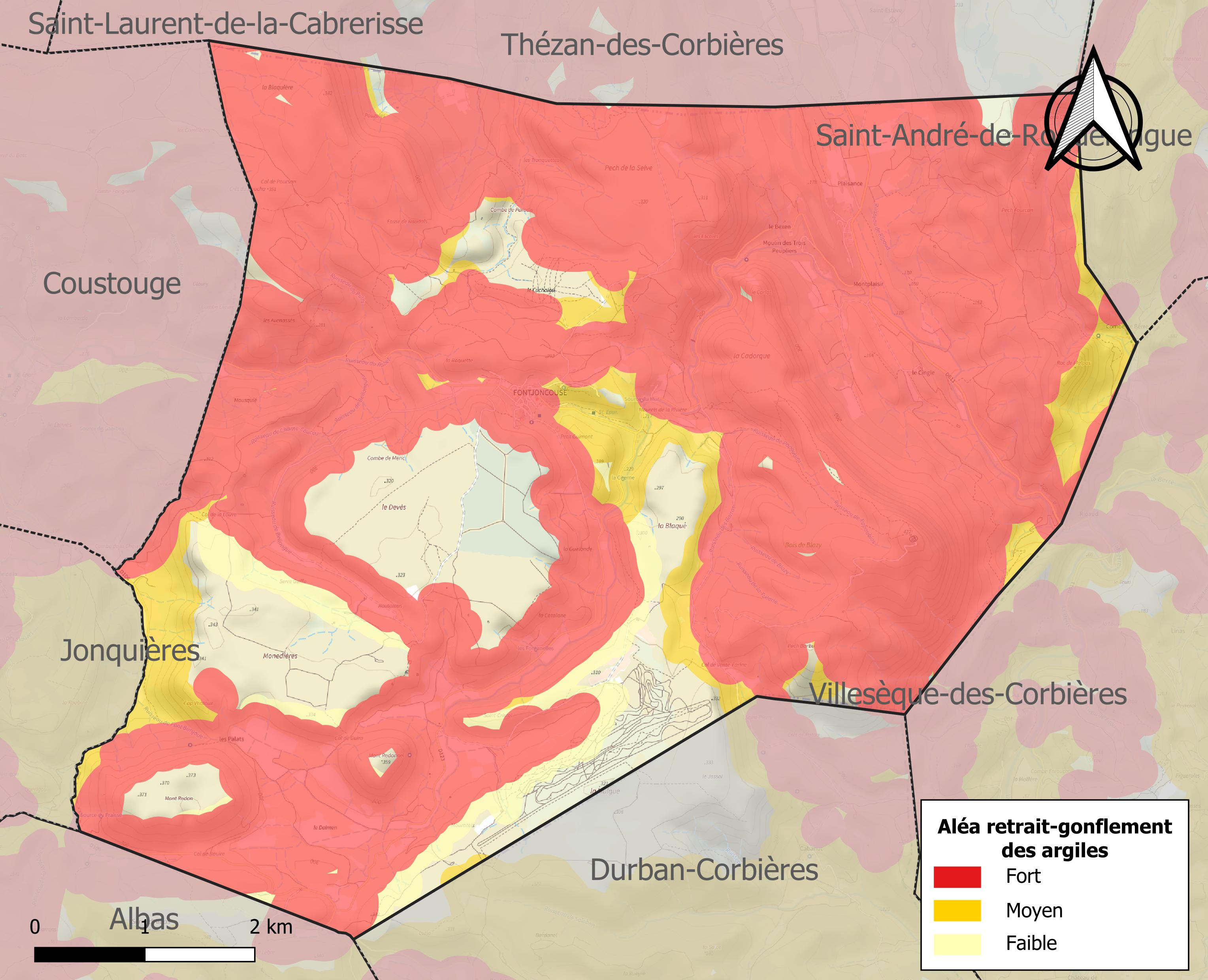
Carte des zones d'aléa retrait-gonflement des sols argileux de Fontjoncouse.

Le retrait-gonflement des sols argileux est susceptible d'engendrer des dommages importants aux bâtiments en cas d’alternance de périodes de sécheresse et de pluie. 82,2 % de la superficie communale est en aléa moyen ou fort (75,2 % au niveau départemental et 48,5 % au niveau national). Sur les 126 bâtiments dénombrés sur la commune en 2019, 126 sont en aléa moyen ou fort, soit 100 %, à comparer aux 94 % au niveau départemental et 54 % au niveau national. Une cartographie de l'exposition du territoire national au retrait gonflement des sols argileux est disponible sur le site du BRGM,.

## Toponymie
Le lieu figure dans un acte de 795, comme désignant une villa (domaine agricole) sous la forme Villare eremum… que vocant Fontes… in villa Fontejoncosa. Les mentions postérieures courant du IXe au XIIe siècle relevées par Antoine Sabarthès, avec quelques variantes, s'en écartent peu, agrégeant, ou non, les deux éléments du nom : Villare Fontes (815), In Fonteginoso=Fontjuncoso (992), In Fonte Joncoso (1056), Castrum quod vocatur Fonte Joncoso (1106), Fontjonquiosa…, Fontjoncoisa (1121-1149), Villa de Fontibus seu Sancta Maria de Fonte (1127), Funt junchusa (1156), Castrum de Fonte Juncoso (1157), Fontjonchosa (1160), In Fonte Joncoso (1161), Font Jancosa (1196), De Font Jonchoso (1196), Fongoncouze (1595), Fontjoncouze (1781).
Il s'agit d'un type toponymique méridional d'origine occitane en Fons- / Font- « source » (type de formation qui ne se rencontre pas au nord de la Loire, où l'on préfère Fontaine- au sens ancien de « source »). Cette interprétation est corroborée par la présence d'une source qui existe encore à l'heure actuelle au pied du noyau villageois.
Le second élément -joncouse est un adjectif en -osa, suffixe latin qui se poursuit en occitan, francisé en -ouse par la suite. Il correspond du français -euse. -jonc- représente le mot latin juncu(s) > occitan jonc « jonc », d'où le sens global de « source où il y a des joncs », « source aux joncs ».
Même type de formation toponymique que Fontpédrouse < « font pedrosa » = « source pierreuse » dans les Pyrénées-Orientales.

## Histoire
Le castrum (édifice fortifié) et, partant, l'indice d'une agglomération naissante, est attesté dès 1106 (cf. « Étymologie »). L'abbé Sabarthès signale d'ailleurs la seigneurie comme étant une des plus anciennes de l'archevêché de Narbonne « car elle remonte, en partie du moins, à 1056 ». L'archevêque de Narbonne, une fois éteinte la famille des seigneurs châtelains de Fontjoncouse, devient par la suite seul seigneur du lieu jusqu'à la Révolution, « sauf deux petits fiefs, Rieupaut et le Pech de Saint-Victor ».

## Politique et administration

### Découpage territorial
La commune de Fontjoncouse est membre de la communauté de communes Corbières Salanque Méditerranée, un établissement public de coopération intercommunale (EPCI) à fiscalité propre créé le 8 décembre 2016 dont le siège est à Claira. Ce dernier est par ailleurs membre d'autres groupements intercommunaux.
Sur le plan administratif, elle est rattachée à l'arrondissement de Narbonne, au département de l'Aude, en tant que circonscription administrative de l'État, et à la région Occitanie.
Sur le plan électoral, elle dépend du canton des Corbières pour l'élection des conseillers départementaux, depuis le redécoupage cantonal de 2014 entré en vigueur en 2015, et de la première circonscription de l'Aude  pour les élections législatives, depuis le redécoupage électoral de 2010.

### Liste des maires
| Période                                  | Période  | Identité         | Étiquette | Qualité |
| ---------------------------------------- | -------- | ---------------- | --------- | ------- |
| mars 2001                                | 2008     | Mauricette Puech | PS        |         |
| mars 2008                                | mai 2020 | Eric Brissot     |           |         |
| mai 2020                                 | En cours | Christophe Tena  |           |         |
| Les données manquantes sont à compléter. |          |                  |           |         |

## Démographie
L'évolution du nombre d'habitants est connue à travers les recensements de la population effectués dans la commune depuis 1793. Pour les communes de moins de 10 000 habitants, une enquête de recensement portant sur toute la population est réalisée tous les cinq ans, les populations de référence des années intermédiaires étant quant à elles estimées par interpolation ou extrapolation. Pour la commune, le premier recensement exhaustif entrant dans le cadre du nouveau dispositif a été réalisé en 2006.

En 2022, la commune comptait 139 habitants, en évolution de +6,11 % par rapport à 2016 (Aude : +2,65 %, France hors Mayotte : +2,11 %).
| 1793 | 1800 | 1806 | 1821 | 1831 | 1836 | 1841 | 1846 | 1851 |
| ---- | ---- | ---- | ---- | ---- | ---- | ---- | ---- | ---- |
| 176  | 179  | 188  | 274  | 289  | 314  | 314  | 299  | 284  |

| 1856 | 1861 | 1866 | 1872 | 1876 | 1881 | 1886 | 1891 | 1896 |
| ---- | ---- | ---- | ---- | ---- | ---- | ---- | ---- | ---- |
| 296  | 278  | 278  | 286  | 315  | 370  | 308  | 280  | 256  |

| 1901 | 1906 | 1911 | 1921 | 1926 | 1931 | 1936 | 1946 | 1954 |
| ---- | ---- | ---- | ---- | ---- | ---- | ---- | ---- | ---- |
| 278  | 250  | 205  | 215  | 208  | 231  | 200  | 158  | 176  |

| 1962 | 1968 | 1975 | 1982 | 1990 | 1999 | 2006 | 2011 | 2016 |
| ---- | ---- | ---- | ---- | ---- | ---- | ---- | ---- | ---- |
| 173  | 141  | 110  | 91   | 102  | 119  | 133  | 146  | 131  |

| 2021 | 2022 | - | - | - | - | - | - | - |
| ---- | ---- | - | - | - | - | - | - | - |
| 135  | 139  | - | - | - | - | - | - | - |

## Économie

### Emploi
| Division       | 2008   | 2013   | 2018   |
| -------------- | ------ | ------ | ------ |
| Commune        | 12,5 % | 16,1 % | 11,6 % |
| Département    | 10,2 % | 12,8 % | 12,6 % |
| France entière | 8,3 %  | 10 %   | 10 %   |

En 2018, la population âgée de 15 à 64 ans s'élève à 85 personnes, parmi lesquelles on compte 68,6 % d'actifs (57 % ayant un emploi et 11,6 % de chômeurs) et 31,4 % d'inactifs,. En  2018, le taux de chômage communal (au sens du recensement) des 15-64 ans est inférieur à celui du département, mais supérieur à celui de la France, alors qu'en 2008 il était supérieur à celui du département.
La commune fait partie de la couronne de l'aire d'attraction de Narbonne, du fait qu'au moins 15 % des actifs travaillent dans le pôle,. Elle compte 40 emplois en 2018, contre 41 en 2013 et 46 en 2008. Le nombre d'actifs ayant un emploi résidant dans la commune est de 49, soit un indicateur de concentration d'emploi de 83 % et un taux d'activité parmi les 15 ans ou plus de 49,6 %.
Sur ces 49 actifs de 15 ans ou plus ayant un emploi, 22 travaillent dans la commune, soit 45 % des habitants. Pour se rendre au travail, 79,6 % des habitants utilisent un véhicule personnel ou de fonction à quatre roues, 2 % les transports en commun, 4,1 % s'y rendent en deux-roues, à vélo ou à pied et 14,3 % n'ont pas besoin de transport (travail au domicile).

### Activités hors agriculture

#### Secteurs d'activités
17 établissements sont implantés  à Fontjoncouse au 31 décembre 2019.
Le secteur du commerce de gros et de détail, des transports, de l'hébergement et de la restauration est prépondérant sur la commune puisqu'il représente 23,5 % du nombre total d'établissements de la commune (4 sur les 17 entreprises implantées  à Fontjoncouse), contre 32,3 % au niveau départemental.

#### Entreprises
L'économie repose essentiellement sur la viticulture avec le cru Corbières (AOC).
L'auberge du Vieux Puits, restaurant classé 5 toques au guide Gault et Millau 2009, 3 étoiles au guide Michelin 2010 et « meilleur restaurant gastronomique du monde » sur TripAdvisor en 2020 (sur la base des avis laissés par ses clients).

### Agriculture
|                                   | 1988 | 2000 | 2010 |
| --------------------------------- | ---- | ---- | ---- |
| Exploitations                     | 17   | 14   | 9    |
| Superficie agricole utilisée (ha) | 180  | 156  | 94   |

La commune fait partie de la petite région agricole dénommée « Région viticole ». En 2010, l'orientation technico-économique de l'agriculture  sur la commune est la viticulture (appellation et autre). Neuf exploitations agricoles ayant leur siège dans la commune sont dénombrées lors du recensement agricole de 2010 (douze en 1988). La superficie agricole utilisée est de 94 ha.

## Culture locale et patrimoine

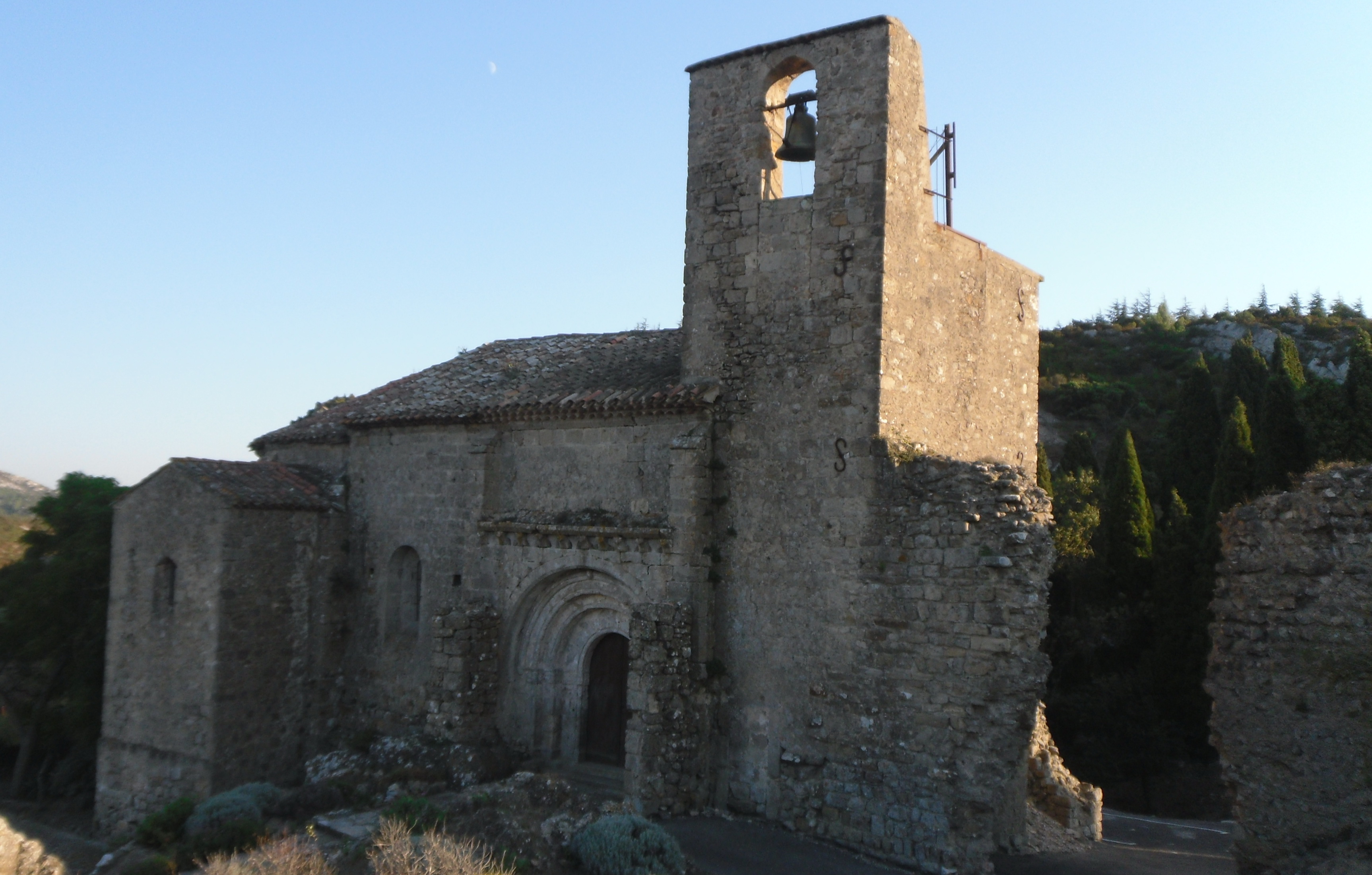
Église Sainte-Léocadie de Fontjoncouse.

### Lieux et monuments
- Église Sainte-Léocadie de Fontjoncouse. L'église paroissiale et remparts adjacents ont été inscrits au titre des monuments historiques en 1948[43].
Ils sont également inscrits au titre des sites naturels depuis 1942[44].
  - Mur nef et portail : fin XIIe début du XIIIe.
  - Chevet : XIVe siècle.
  - Chapelles latérales : plus récentes.
  - Remparts : contemporains de la nef. Fontjoncouse a été créé à la fin du VIIIe siècle par un Espagnol émigré, Jean qui obtint en 793 une « Aprision » c'est-à-dire le droit de défricher une terre inculte et d’en avoir la propriété. Jean et ses compagnons y construisirent une église sous l’invocation de sainte Léocadie, sainte espagnole. Au Xe siècle, cette église fut donnée à l’évêque de Narbonne par Jean et Oda seigneur de Fontjoncouse ; dans cet acte, elle est qualifiée de « Mater ecclesia ipsius loci, quam vocant S. Leucadian » une seconde église étant dédiée à saint Christophe et une troisième à saint Victor. Il n’est pas douteux que le lieu ne fut fortifié dès l’origine quoique le terme castrum  n’apparaisse qu’en 1106. Ces remparts s’appuient à l’église en dessinant un ovale irrégulier percé d’une seule porte. Celle-ci masquée par la végétation existe encore : son arc en plein cintre peut être rapporté au XIIIe siècle. Les nombreux textes qui se rapportent à la seigneurie archiépiscopale de Fontjoncouse, s’ils constituent un ensemble précieux pour l’étude des droits féodaux du XIIe au XIVe siècle, ne contiennent rien qui nous éclaire sur l’édification de l’église actuelle et les remparts. En dépit de certains acharismes[Quoi ?], il ne semble pas que la nef et le portail soient antérieurs au XIIe siècle et on notera avec curiosité qu’à ces chapiteaux romans frustes et primitifs, les bouquets de feuillage s’alignent sur deux rangs en frise continue. Pas de remaniements importants, murs consolidés par quelques contreforts, couvert refait en 1869.

Description : nef romane voûte en berceau brisé appareillé ; murs très puissants (1,50 m d’épaisseur). Assises des parements : 31-35-31 et de hauteur avec quelques galets plats dans les lits. Les deux travées de la nef sont séparées par un arc doubleau de profil rectangulaire, reposant sur des piliers demi-circulaires engagés. Les chapiteaux sont cantonnés de têtes d’angle très saillantes, la corbeille garnie de feuilles très simples : feuilles tréflées portées par de longues tiges recourbées ou encore feuilles à deux folioles ; à l’arc triomphal, ce sont des feuilles simples posées sur deux rangs. Hauts tailloirs nus. La 1re travée est voûtée en pierres d’appareil, la 2e voûtée d’un lattis cintré. Malgré son aspect gothique, le sanctuaire est d’origine romane, comme le montrent les piliers engagés demi-circulaires dont les chapiteaux présentent des décors semblables à ceux de la nef ; ces supports sont seulement plus maigres. Il est voûté sur ogives avec formerets ; la clef ornée d’une simple rosace présente un texte de renfort dans l’angle obtus. Il n’est pas douteux que ce chevet n’ait été remonté à l’époque gothique comme le montre en plan la disposition des murs et leur épaisseur relativement faible ; il resterait à déterminer si les piliers supports d’aspect roman sont des éléments remployés ou si leur style a été influencé par celui des supports de la nef ; on regrettera pour cette étude l’absence des bases qui sont toutes mutilées ou refaites. Les chapelles latérales du sanctuaire ne présente aucun caractère et sont probablement récentes. Une corniche, chanfrein et listel court tout le long de la nef. Le clocher barlong est adossé au mur occidental ; les liaisons prouvent qu’il est plus récent que ce mur.
Portail : il s’ouvre au nord de la travée de fond. C’est un portail en plein cintre à quatre rouleaux tympan, de 1,80 m d’ouverture sur 2,55 m de hauteur. Les 6 claveaux de l’arc intérieur mesure..de hauteur. L’arête de chaque rouleau est travaillée en boudin ; une archivolte de l’intérieur repose sur des culs de lampe, têtes couronnées de cheveux en dents de scie et elle est ornée au sommet d’une tête en relief informe. Cette archivolte se situe entre la 3e et le 4e rouleau ; ce dernier non arête travaillée, non en boudin mais en chanfrein de 78 mm à cône plan à la base.
- Ermitage et chapelle Saint-Victor de la Cadorque

Matériaux de construction : calcaire éocène, extrait sur place ; arcs en turret caverneux, provenance probable : Fabrezan.
 Historique : lorsque Jean et Oda, seigneur de Fontjoncouse, cédèrent le domaine, en 963, à l’archevêque de Narbonne, la chapelle de Saint-Victor existait déjà, comme en fait foi le texte de ce document : « cum ecclesiis suis quae sunt fundatae, una…..,alia……, un honore sancti Victoris » Situé sur un sommet abrupt, dans un site sauvage et d’accès pénible, cette chapelle pouvait tenter les fondateurs de l’ermitage isolé du monde. C’est ainsi que Pierre de Lerce, dont l’histoire est bien curieuse, tenta d’y fonder un monastère. Pierre de Lerce était un religieux de Fontfroide qui, en 1177, se rendit coupable du crime d’apostasie pour avoir fondé le couvent sans le consentement de l’abbé. Son intention était de fonder lui-même une communauté religieuse. Il n’était pas de ceux qui n’ait dû s’assurer, auparavant, de puissants appuis. L'abbé de Fontfroide s’abstint de fulminer contre lui et, d’autre part, il reçut des seigneurs du pays des dons importants. En 1197, Gaucerand de Fontjoncouse lui donna des terrains dans le lieu de Montveyre, dominé par le Pech de Saint-Victor, à la condition de construire un monastère dont les femmes seraient exclues. La fondation lui fut confirmée en 1200, avec exemption des dîmes, gabelles et autres taxes ; le donateur se réservait le droit d’entrer dans le nouveau monastère comme religieux quand il voudrait. En 1198, Pierre de Lerce acheta, moyennant 500 sols anciens, un domaine voisin, de Guillaume de Durban. Parmi d’autres ventes et donations qui s’échelonnent de cette date à 1202, on note celle de Reymont de Jonquières de Durban. Toutes ces mutations furent sanctionnées et confirmées par le vicomte Amalric de Narbonne en 1202. Ce monastère n’eut qu’une durée éphémère : dès 1206, à la suite de circonstances mal établies, Pierre de Lerce demanda à l’abbé de Fontfroide son pardon, l’obtint et rentra dans cette abbaye avec les frères de Montveyre. Le monastère de Fontfroide y gagna ce nouveau domaine dont Guillaume de Durban lui confirma la possession à partir du jour des calendes de l’inventaire relatif à cette confirmation, note 5 : « … Pierre de Lerce qui avais bâtit le monastère de Montveyre qu’il avais donné audit Fontfroide avec tous ses biens, reconnaissant qu’il avait créé ledit monastère de Montveyre sans le consentement dudit abbé... »
Le mont Saint-Victor et son ermitage sont également inscrits au titre des sites naturels depuis 1942.
- Dolmen de Pallats :
- Dolmen de Bellongue
- Dolmen del-Palet, sépulture néolithique, date du chalcolithique bronze ancien.
- L'Arche, arche naturelle, serait la seule de l'Aude.
- Sentier pédestre au pied du Pech Saint-Victor
- Sentier pédestre de l'Arche
- Point de vue panoramique : 2 tables d'orientation situées sur le mont Saint-Victor
- Vestiges romains
- Moulins, la commune compte 6 moulins : un moulin à vent dit des Amarels, en ruine, situé sur le Devès au-dessus du village et 5 moulins à eau situés sur le bord de la rivière Ripaud. Le 1er se situe au lieu-dit Mourels, le 2e dit du Carlat, situé sur le bort de la route, le 3e se trouve sous le grand pont, dit du Laurier, le mieux conservé, il conserve encore sa meule dormante. Du 4e, il ne reste que les 4 murs dit du Bexen, et le dernier, dit des 3 peupliers, est actuellement une habitation.
- Grottes, il y a 4 grottes sur la commune.
- Site d'escalade de Bellongue.
- Dinosaure, des fouilles sur un gisement du Maastrichtien supérieur ont permis de découvrir des restes d'hadrosaure.
- Fontaines, la fontaine située au centre est à l'origine du nom du village Fontejoncosa, la fontaine des joncs. Sa forme actuelle date de 1888. La commune est riche de plusieurs fontaines, et en particulier la fontaine du Laurier sur le bord du Ripaud.
- Lavoir, sa construction date de 1895.
- Château (détruit) : à la fin du XVIIIe siècle déjà, le château, propriété de l'archevêque de Narbonne, est signalé comme étant "ruiné"[46].

### Personnalités liées à la commune
- Gilles Goujon, restaurateur, a été reconnu « meilleur ouvrier de France ». Son auberge du Vieux Puits a reçu ses trois étoiles au Guide Michelin 2010.

### Héraldique
| Blason de Fontjoncouse | Blason  | D’azur à la crosse épiscopale d’or adextrée d’une mitre du même. |
| Blason de Fontjoncouse | Détails | Le statut officiel du blason reste à déterminer.                 |

## Galerie

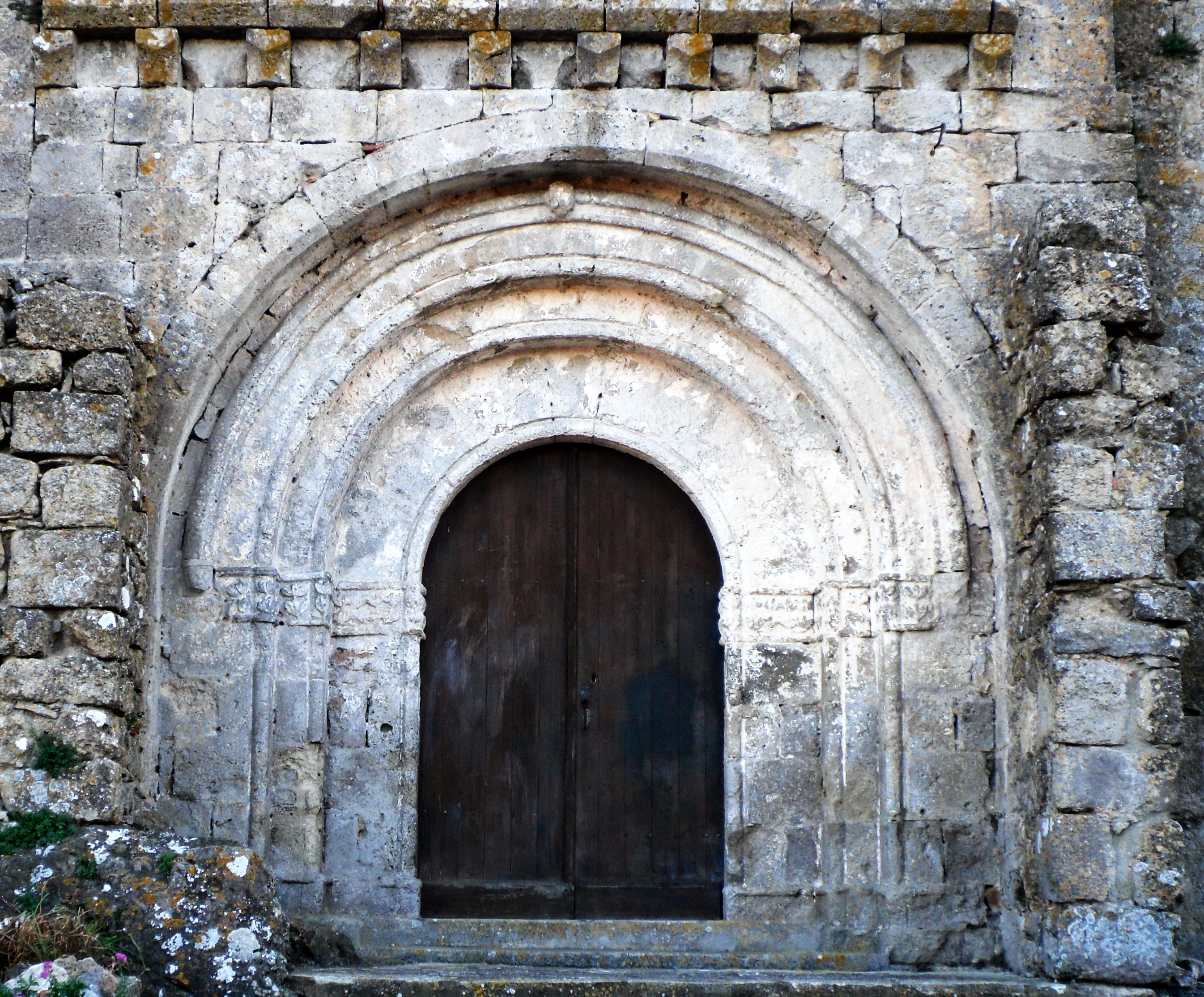
Porche de l'église Sainte-Léocadie.
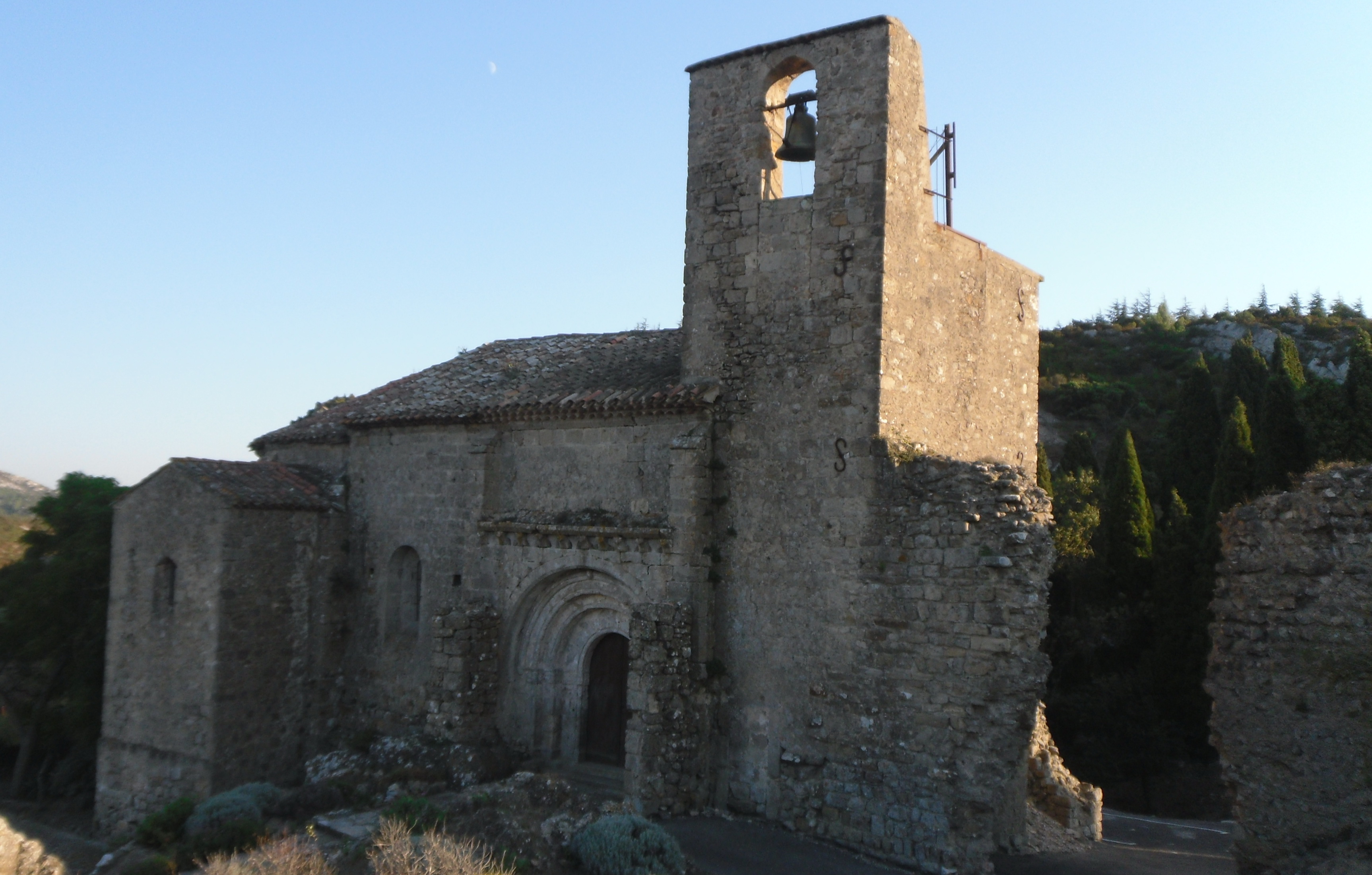
Église Sainte-Léocadie.
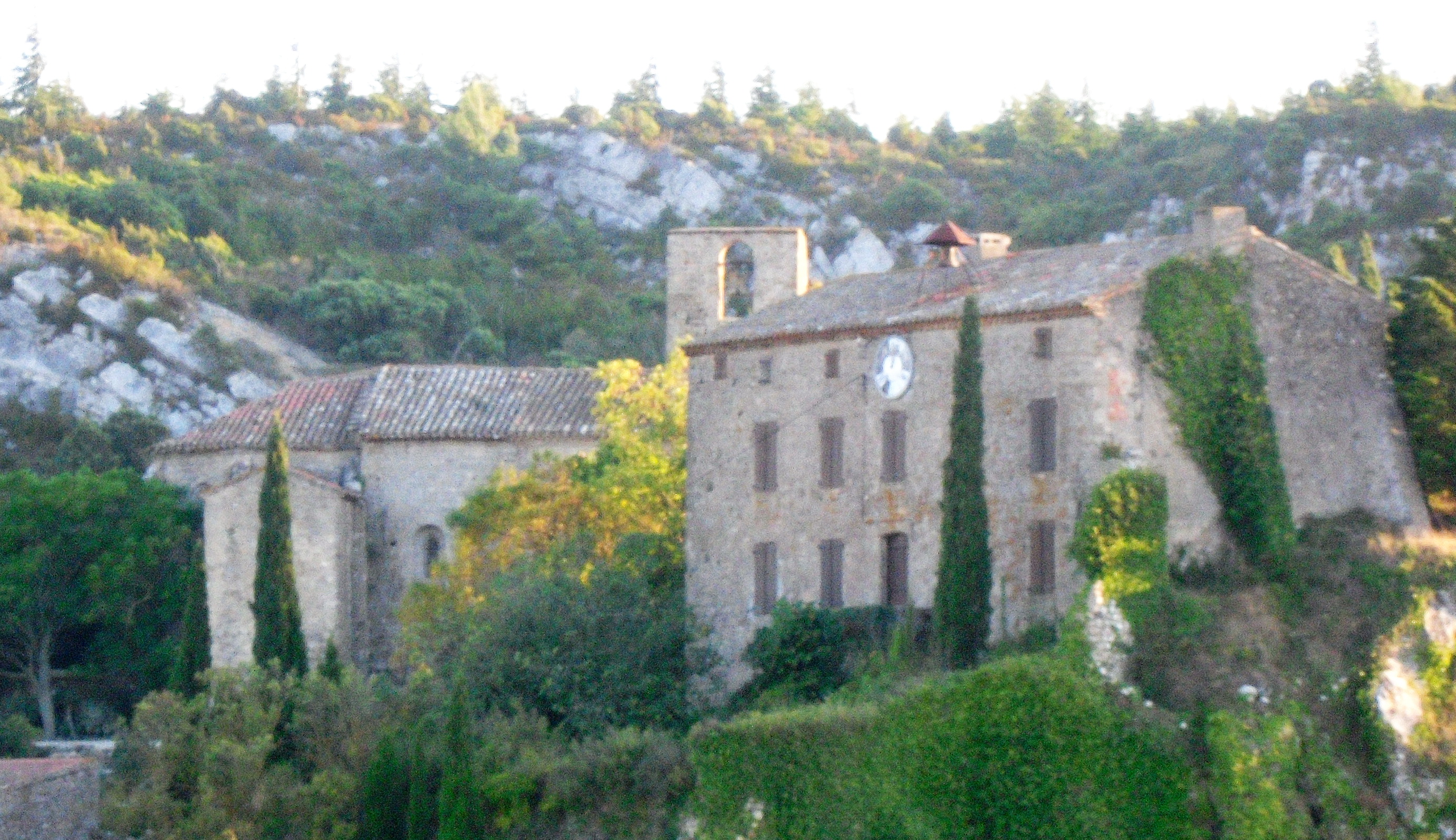
Château et église Sainte-Léocadie.
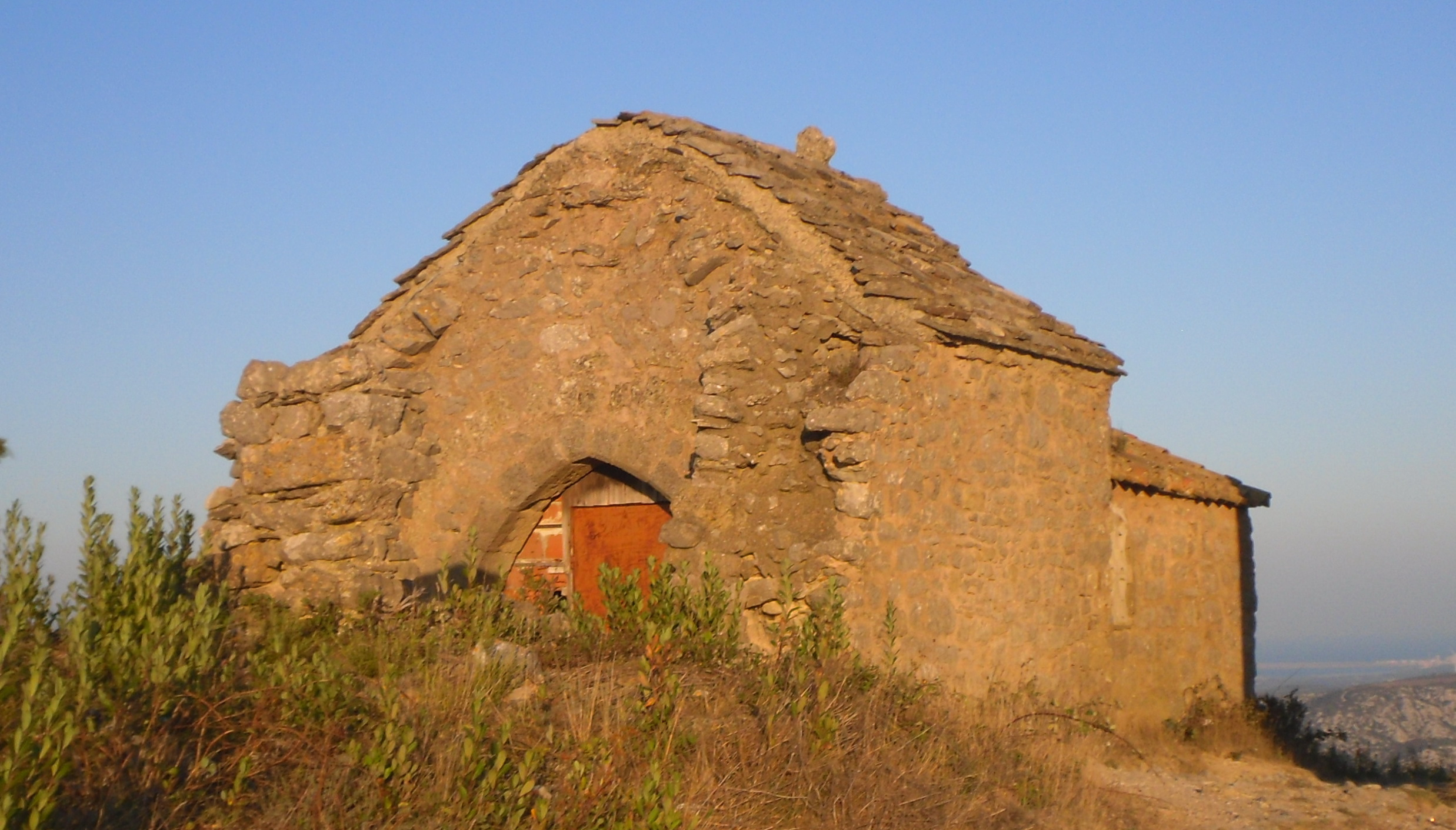
Ermitage Saint-Victor.
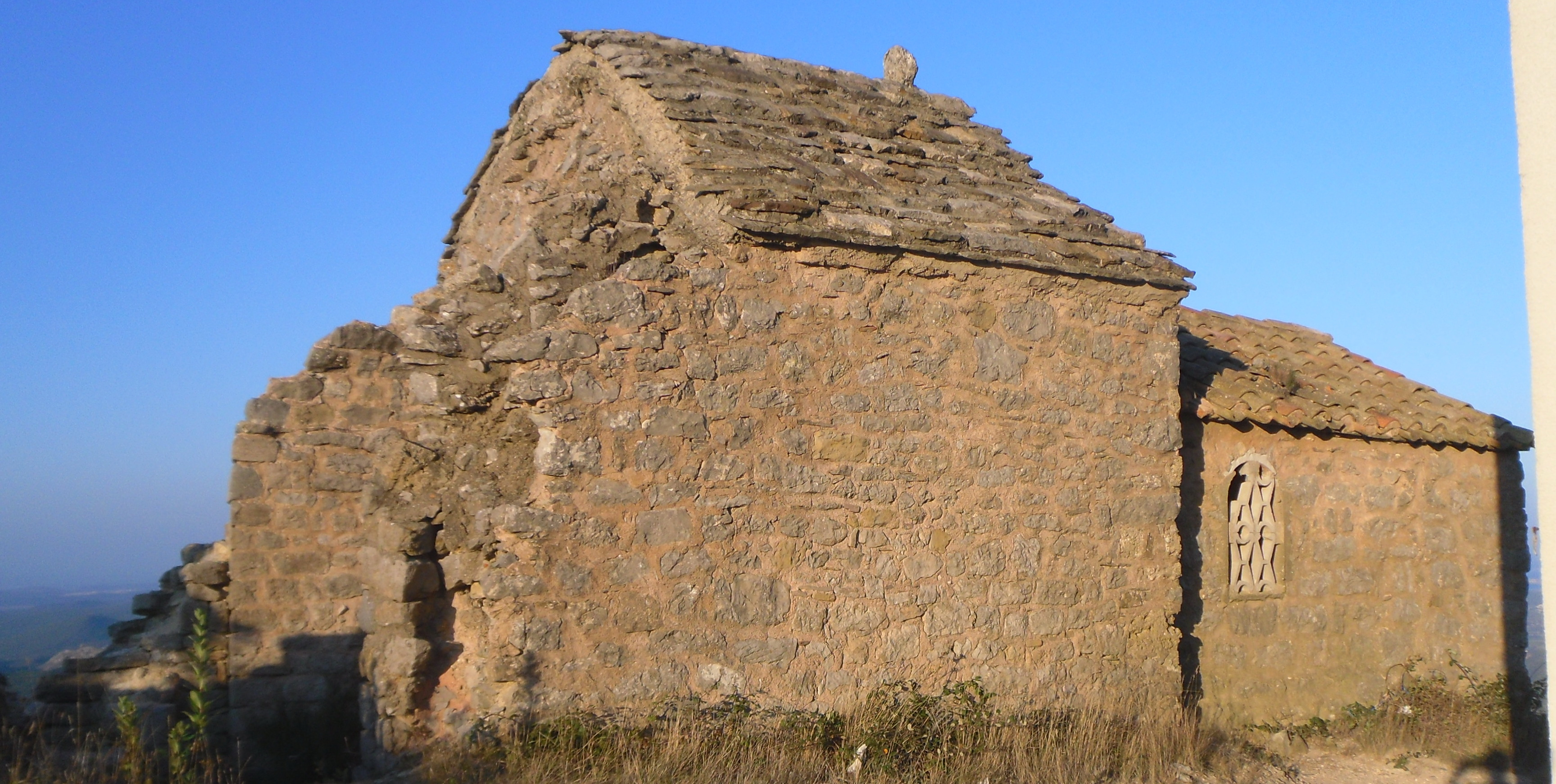
Ermitage Saint-Victor.
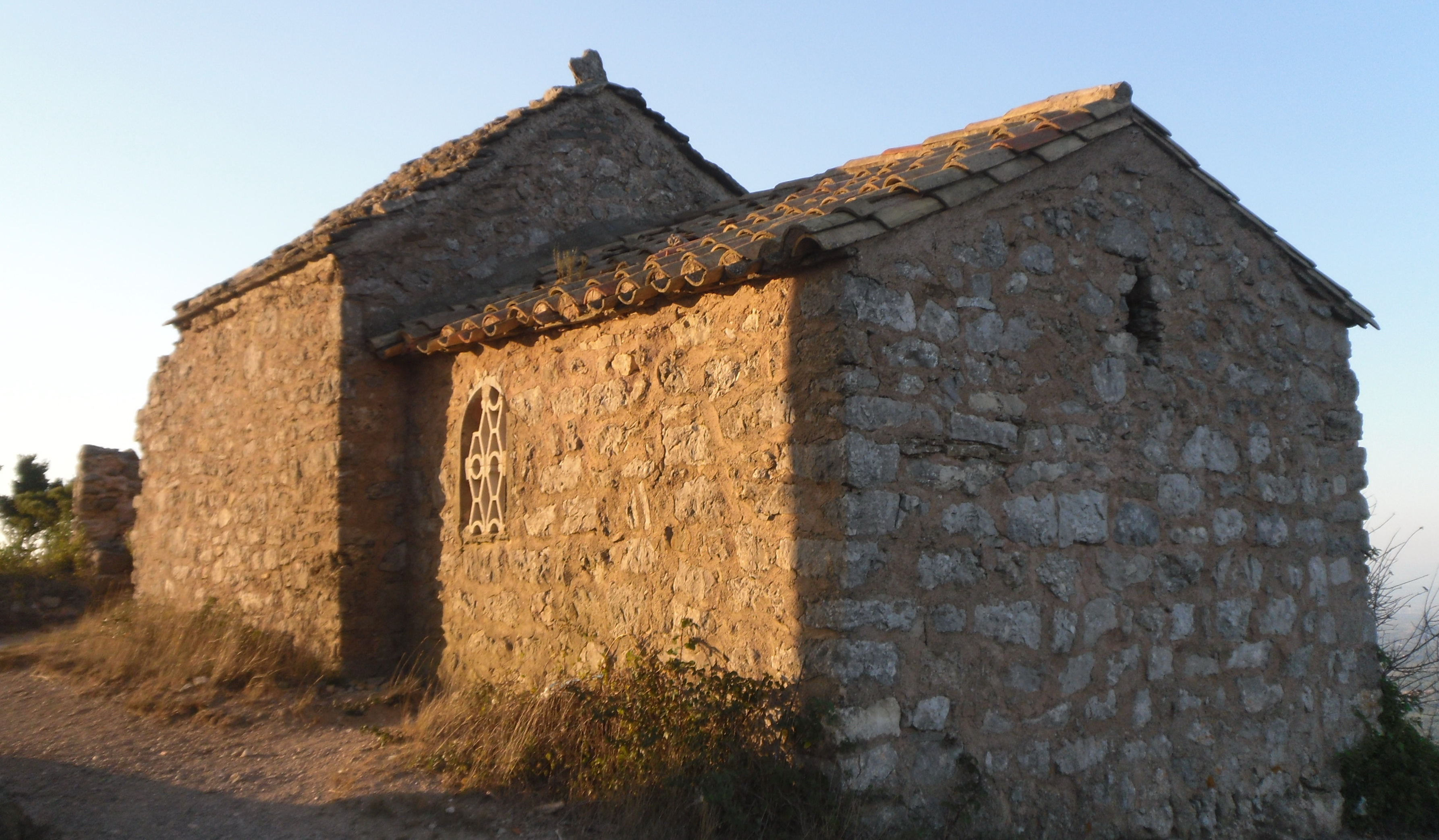
Ermitage Saint-Victor.
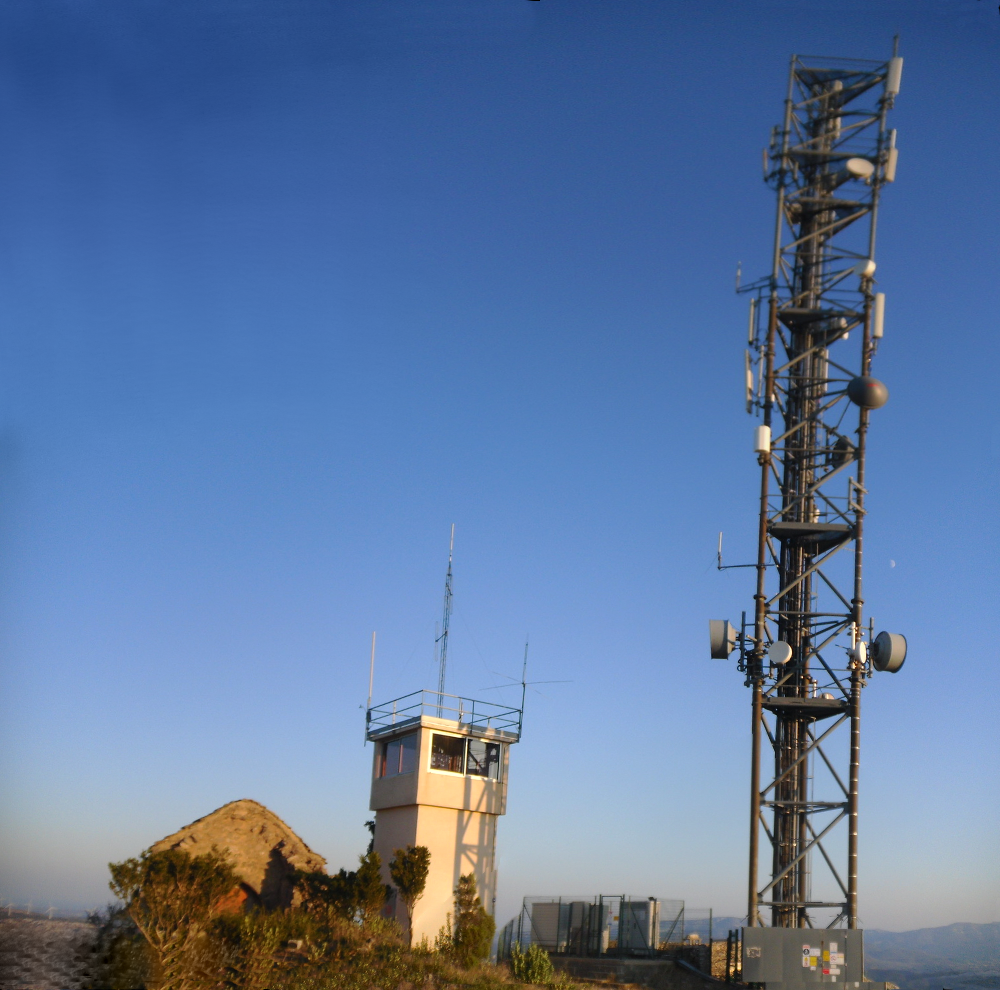
Antennes et ermitage sur le pech Saint-Victor.